# Ludwig von Bertalanffy
Ludwig von Bertalanffy (ur. 19 września 1901 w Atzgersdorf w pobliżu Wiednia w Austrii, zm. 12 czerwca 1972 w Buffalo w stanie Nowy Jork w USA) – austriacki biolog i filozof, stworzył podstawy ogólnej teorii systemów.

## Życiorys
W 1926 roku obronił pracę doktorską. Był profesorem Uniwersytetu Wiedeńskiego w latach 1934–1948, Uniwersytetu Ottawa (1950–54), Fundacji Menninger (1958–60), Uniwersytetu Alberty (1961–68), oraz Stanowego Uniwersytetu w Buffalo (New York) (1969-72). Był również profesorem wizytującym Uniwersytetu Londyńskiego (1948–49), Uniwersytetu Montrealskiego (1949), oraz Uniwersytetu Kalifornijskiego (1955–58).
Jego książka Kritische Theorie der Formbildung (1928) dała początek kinetycznej teorii systemów otwartych, a następnie ogólnej teorii systemów. W 1954 roku Bertalanffy założył Society for General Systems Theory. Był wiceprezydentem tej organizacji.

## Wybrane publikacje
- Kritische Theorie der Formbildung. Berlin 1928. (Modern Theories of Development. An Introduction to Theoretical Biology. Oxford 1933. New York 1962).
- Theoretische Biologie. 2 Bde., Berlin 1932, 1940.
- Untersuchungen über die Gesetzlichkeit des Wachstums. I. Allgemeine Grundlagen der Theorie; mathematische und physiologische Gesetzlichkeiten des Wachstums bei Wassertieren. Arch. Entwicklungsmech., 131:613-652 1934.
- Das Gefüge des Lebens. Leipzig 1937.
- Vom Molekül zur Organismenwelt. Potsdam 1940.
- Das biologische Weltbild. Bern 1949 (Problems of Life. New York 1952, 1960).
- Bertalanffy L. von, Beier W., Laue R., Biophysik des Fliessgleichgewichts. Braunschweig 1953, Auflage 1977.
- Robots, Men and Minds. New York 1962.
- General System Theory. Foundations, Development, Applications. New York 1968.
- The Organismic Psychology and Systems Theory. Worcester 1968.
- Perspectives on General Systems Theory. Scientific-Philosophical Studies. E. Taschdjian (eds.), New York 1975.
- A Systems View of Men. P. A. LaViolette, Boulder 1981.
- Ogólna teoria systemów. Podstawy, rozwój, zastosowania. PWN, Warszawa 1984, s. 340. ISBN 83-01-05716-5.